# Juybar
Juybar (persiska: جویبار) är en stad i provinsen Mazandaran i norra Iran. Folkmängden uppgår till cirka 30 000 invånare.